# Trogon élégant
Trogon elegans
Espèce
Statut de conservation UICN

 LC  : Préoccupation mineure
Le Trogon élégant (Trogon elegans) est une espèce d'oiseau de la famille des Trogonidae.
Son aire s'étale du sud-est du Guatemala au nord-est du Costa Rica.